# Vennesla
Vennesla é uma comuna da Noruega, com 385 km² de área e 12 356 habitantes (censo de 2004).         